# IC 3723
IC 3723 ist eine kompakte Galaxie vom Hubble-Typ C im Sternbild Jagdhunde am Nordsternhimmel. Sie ist schätzungsweise 243 Millionen Lichtjahre von der Milchstraße entfernt und hat einen Durchmesser von etwa 20.000 Lichtjahren.

Im selben Himmelsareal befinden sich u. a. die Galaxien NGC 4655, IC 3713, IC 3726, IC 3758.
Das Objekt wurde am 21. März 1903 von Max Wolf entdeckt.